# Guinée
Pour les articles homonymes, voir Guinée (homonymie).
Ne doit pas être confondu avec Côte de Guinée.
La Guinée , en forme longue la république de Guinée, parfois appelée de manière informelle Guinée Conakry du nom de sa capitale, est un pays d'Afrique de l'Ouest de près de 14 millions d'habitants (2021). Elle prend son indépendance de la France le 2 octobre 1958, ce qui en fait le premier pays décolonisé de l'Afrique française.
La Guinée est une république. Son président, élu directement par le peuple, est le chef de l'État. Il nomme un premier ministre qui est chef du gouvernement. Depuis le coup d'État de 2021, le pays est sous la dictature militaire du Comité national du rassemblement pour le développement (CNRD). Le Conseil national de la transition qui remplace l'Assemblée nationale en tant que corps législatif monocaméral du pays se compose de membres nommés par le CNRD. Le pouvoir judiciaire est dominé par la Cour suprême de Guinée, plus haute cour d'appel du pays.
La Guinée est un pays à prédominance musulmane, avec 85 % de la population. La population guinéenne se répartit en plusieurs groupes ethniques. Le français, langue officielle de la Guinée, est la principale langue de communication dans les écoles, l'administration publique et les médias. Mais plus de 24 langues nationales, dont le poular, le malinké, le soussou, le guerzè, le toma et le kissi sont largement parlées comme langues d'échanges plus communes entre les populations.
L'économie guinéenne est largement tributaire de l'agriculture et de la production minière. Elle est surnommée le château d'eau de l'Afrique de l'Ouest, et possède le tiers des réserves mondiales de bauxite, ce qui lui vaut d'être régulièrement associée à des « scandales géologiques ». En 2014, elle est le sixième plus grand producteur mondial de bauxite et possède des réserves de fer, diamants et d'or.

## Étymologie
L'origine du nom Guinée n'est pas certaine. Comme guinè signifie « femme » en soussou, on attribue souvent en Guinée l'origine du nom à une mésinterprétation des propos des femmes rencontrées par les marins portugais, mais le mot pourrait plutôt provenir du terme berbère Akal-n-Iguinaouen (« pays des Noirs »),,. Selon Rachid Agrour, Guinée est à rapprocher de l'expression berbère akal n ignawen qui signifie "pays des muets" qui aurait donné naissance aux mots Guinée et Ghana et par la suite au mot Gnaoua par ressemblance phonétique. Le mot berbère agnaw (en touareg : ⴰⴳⵏⴰⵡ), ayant donné "Gnaoua", signifie muet. Ce mot fut utilisé par les populations nord-africaines pour désigner les esclaves subsahariens qui ne parlaient généralement pas la langue berbère. Gnaoua, signifierait donc, par extension, « homme noir » ou « venant du pays des Noirs », c'est-à-dire l'Afrique subsaharienne. Marmol, dans sa Description de l'Afrique (1662), cite plusieurs peuples de la région qui ne parlaient pas mais utilisaient plutôt des sifflements pour communiquer,,.
Le mot Guinée s'applique à toute une région de l'Afrique de l'Ouest, qui s'étend le long du golfe de Guinée et jusqu'au Sahel au nord. Il est présent dans le nom de trois autres pays : la Guinée-Bissau, la Guinée équatoriale et la Papouasie-Nouvelle-Guinée. Pour la distinguer de ces autres pays, la Guinée est parfois appelée Guinée-Conakry (du nom de sa capitale, Conakry).

## Géographie

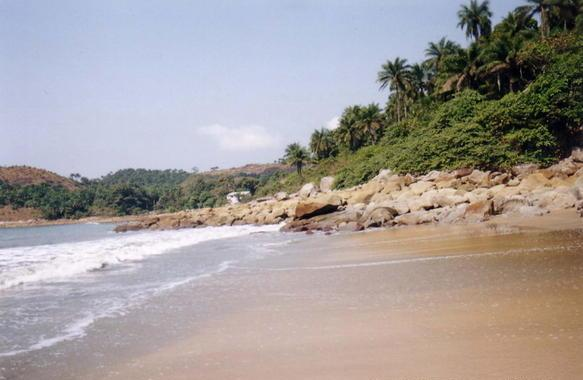
Plage du Gouverneur (Îles de Loos).
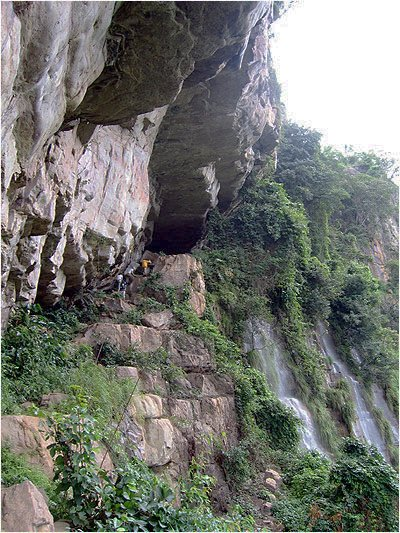
Cascade dans le Fouta.
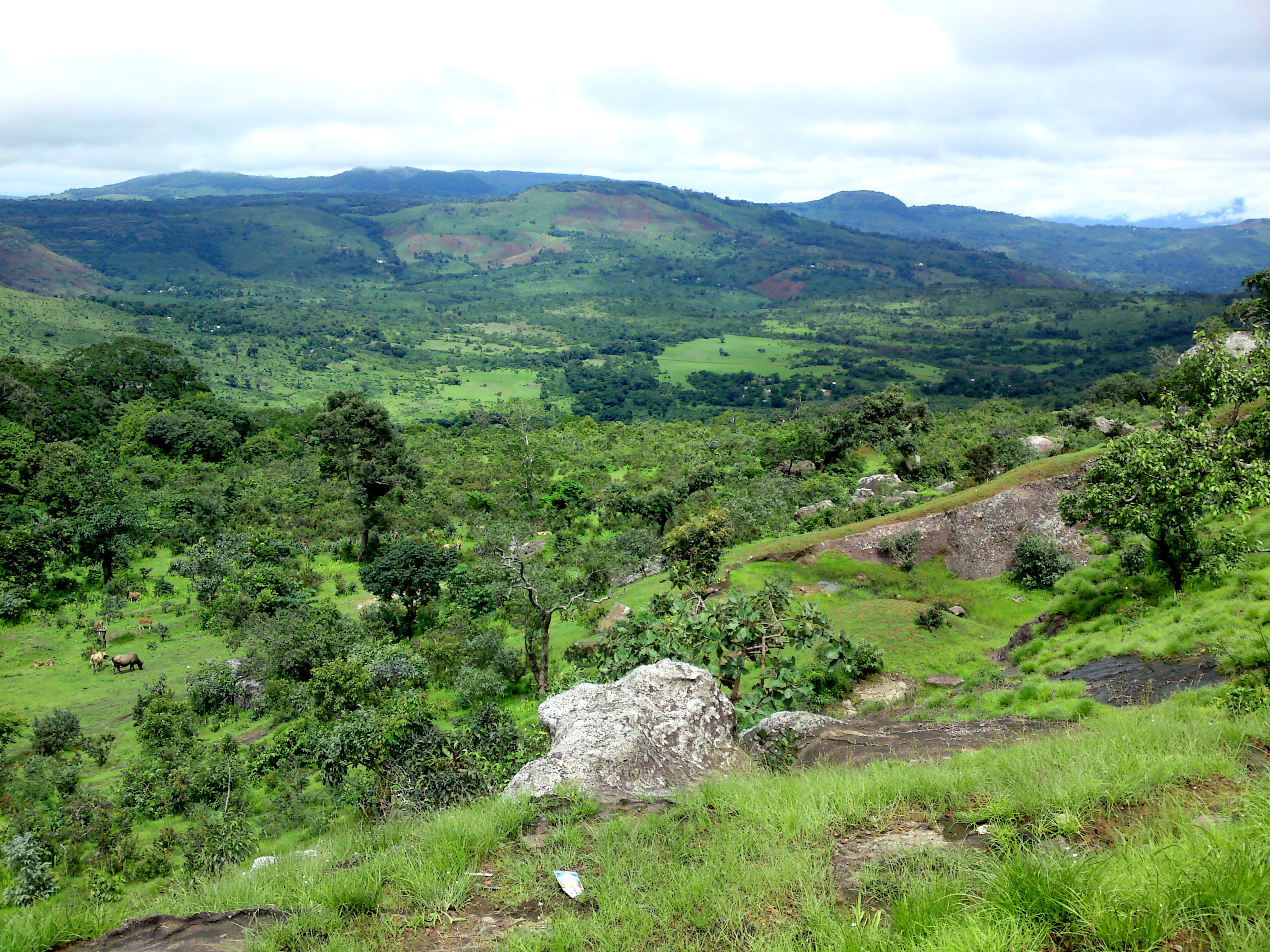
Montagnes du Fouta.
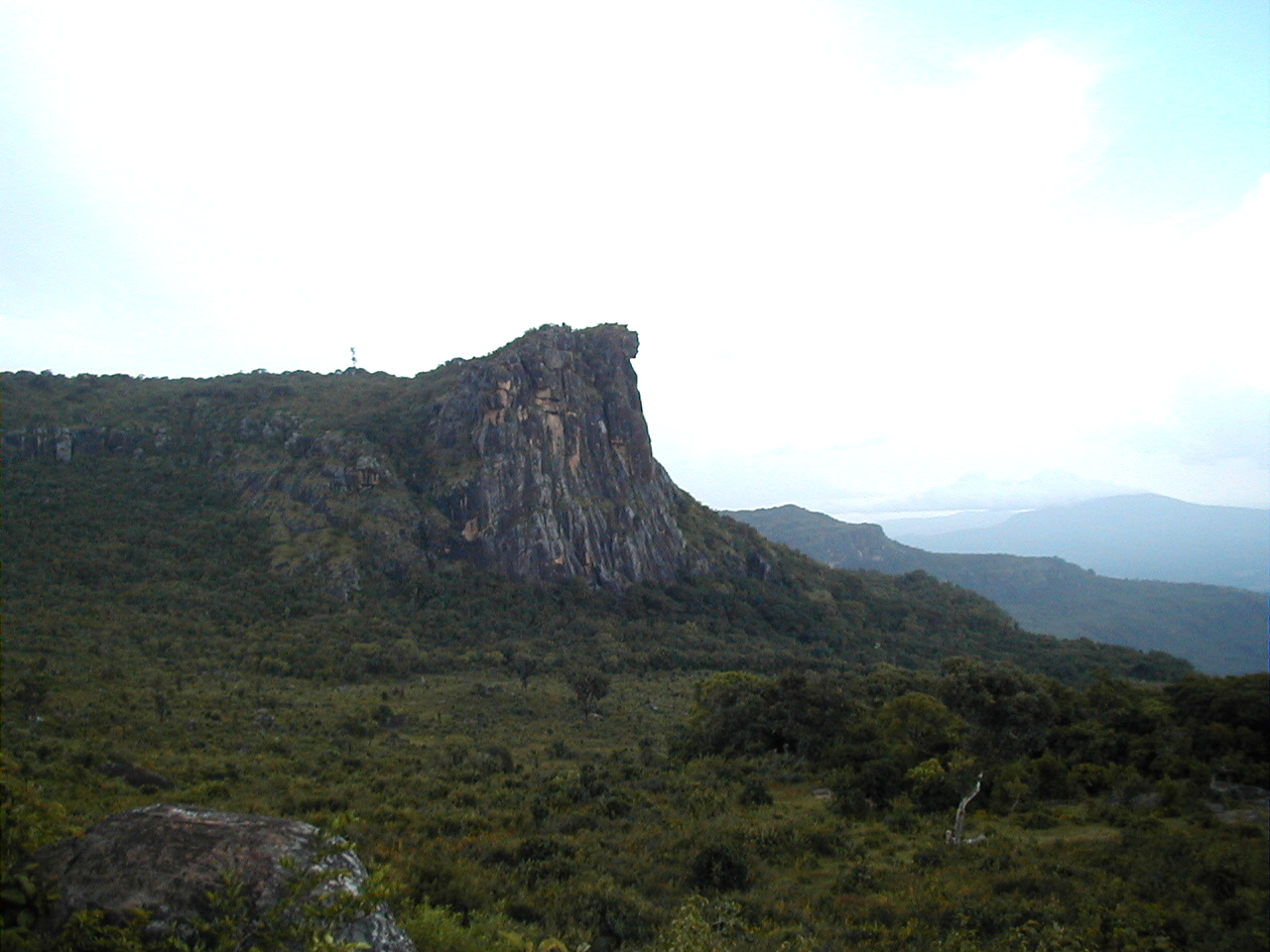
Dame de Mali (Mont Loura).
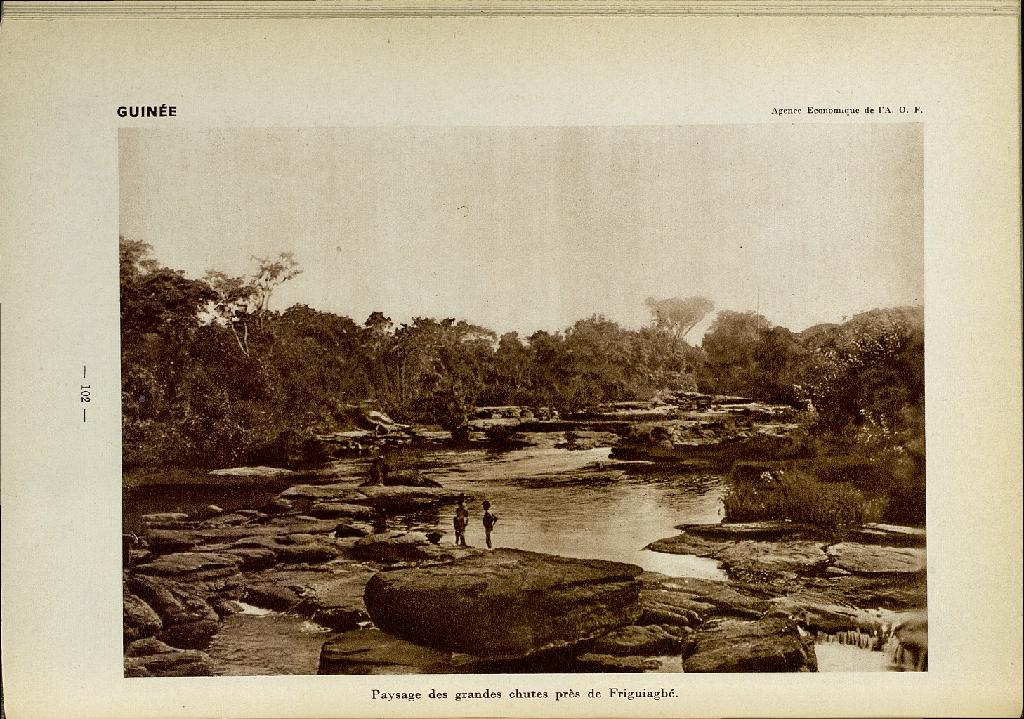
Paysage des grandes chutes près de Friguiagbé à l'époque coloniale.

La Guinée se trouve sur la côte atlantique de l'Afrique de l'Ouest.
Elle est entourée de la Guinée-Bissau (385 km de frontières) à l'ouest-nord-ouest, du Sénégal (330 km) au nord-ouest, du Mali (858 km) à l'est-nord-est, de la Côte d'Ivoire (610 km) au sud-est, du Libéria (563 km) au sud-sud-est et de la Sierra Leone (652 km) à l'ouest-sud-ouest et de l'océan Atlantique à l'ouest.
On distingue quatre zones géographiques :
- une zone côtière, la Basse-Guinée ;
- une zone montagneuse, la Moyenne-Guinée, qui comprend le massif du Fouta-Djalon ;
- une zone de savane au nord-est, la Haute-Guinée, ou le Mandé ;
- une zone de forêts au sud-est, la Guinée forestière.

Ces quatre zones, parfois appelées « régions naturelles », ne correspondent pas aux régions administratives.

### Hydrographie

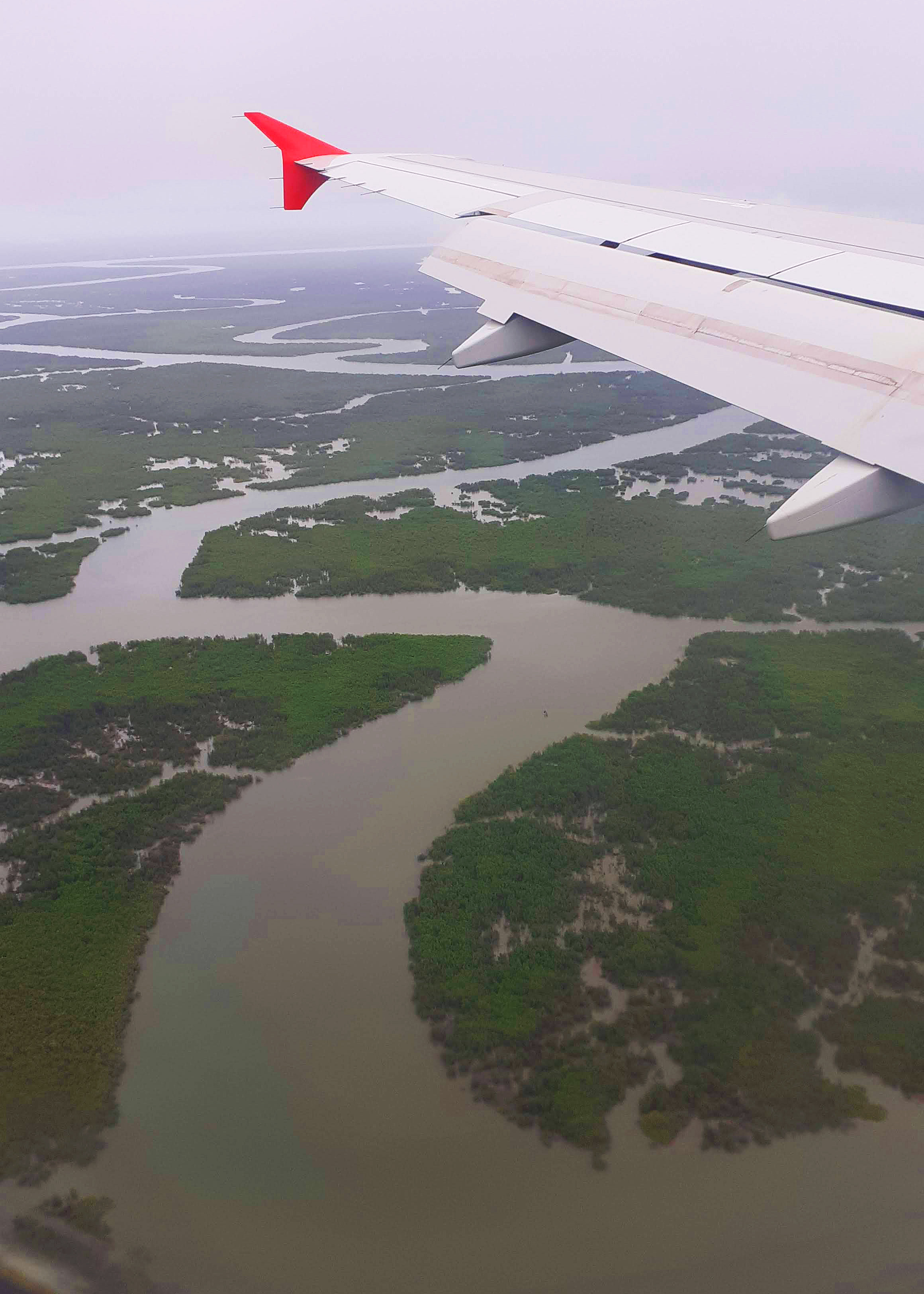
Vue aérienne du système hydrographique des environs de Conakry.

Le pays compte plus de 1 300 cours d'eau. De nombreux fleuves, tels le Niger, le Sénégal (Bafing), la Gambie, ainsi que leurs principaux affluents trouvent leur source en Guinée, faisant de ce pays le « château d'eau » de l'Afrique de l'Ouest. Ces cours d'eau partent des massifs guinéens (les deux vieux massifs du Fouta Djalon et la dorsale guinéenne en région forestière). La Gambie et le Bafing vont vers le Sénégal au nord. La source du Niger est à proximité de Kobikoro, il traverse Faranah, Kouroussa et va vers le Mali au nord-est. Les fleuves Tinkisso, Milo, Niandan sont ses affluents en Guinée.
De nombreux fleuves côtiers descendent des massifs guinéens vers l'ouest, comme le Konkouré, ou vers le sud, comme le fleuve Mano.
De la Guinée-Bissau à Conakry, ces fleuves forment de profonds estuaires qui ont conservé les noms donnés par les explorateurs portugais au XVe siècle. Ces estuaires constituent des voies de communications à travers la mangrove de Basse-Guinée, région qui s'appelait « Rivières du Sud » au début de la colonisation par les Français, au XIXe siècle.
Le massif du Fouta Djalon offre un potentiel de production électrique. Le fleuve Konkouré, proche des villes de Mamou, Kindia et Conakry, fait l'objet d'un programme d'aménagement et un premier barrage a été inauguré en 1999 ; un autre vient d'entrer en activité, le barrage de Kaléta, et un dernier plus imposant en taille et en productivité est en cours de réalisation, le barrage de Souapiti.

### Relief et géologie

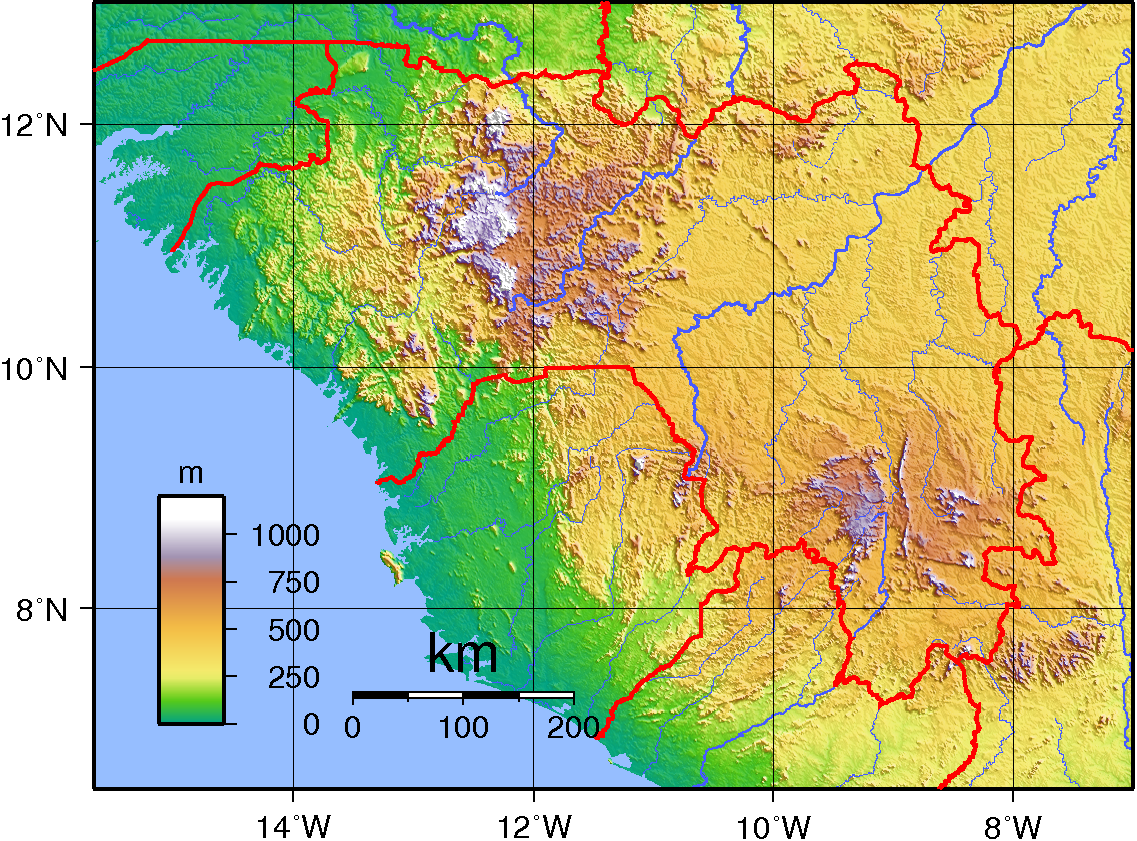
Topographie de la Guinée.

La plaine côtière de Guinée maritime est dominée à l'Est par le massif de Benna (1 214 m), le mont Kakoulima (1 011 m) et le mont Gangan (1 117 m). La Moyenne-Guinée entoure le massif du Fouta-Djalon qui occupe environ 80 000 km2 et culmine au mont Loura (1 532 m). Il est constitué principalement de plateaux étagés souvent à plus de 1 000 m, entaillés par des vallées, dominant des plaines et dépressions jusqu'à environ 750 m. Près de Dalaba, le mont Kavendou est à 1 421 m. Le massif du Fouta Djalon est principalement constitué de grès siliceux et de schistes mais d'importantes surfaces sont recouvertes par des cuirasses ferrugineuses ou bauxitiques. À l'est du Fouta Djalon, la Haute-Guinée est un bassin schisteux avec quelques sommets isolés. La Guinée forestière juxtapose des massifs élevés aux versants abrupts, mont Simandou et mont Nimba, des bas plateaux et des plaines, des bas-fonds et des vallées inondables.
Le point culminant est le mont Nimba (1 752 m), proche du Libéria. Il est inscrit au patrimoine mondial de l'UNESCO.
La Guinée possède de nombreuses ressources. Cette abondance des ressources, notamment minières, lui vaut l'appellation de « scandale géologique ». La Guinée est le premier pays mondial pour ses réserves prouvées de bauxite, le deuxième derrière l'Australie pour la production. Le très riche gisement de Sangarédi, à proximité de Boké, est exploité par la Compagnie des bauxites de Guinée. Le pays dispose également d'or (en Haute-Guinée), de fer, de diamants, de pétrole et d'uranium.
La réserve inexploitée de fer de Simandou, à l'est de Kissidougou, devrait être exploitée par le grand groupe minier anglo-américain Rio Tinto. Les accords ont été signés avec le gouvernement guinéen en 2014.

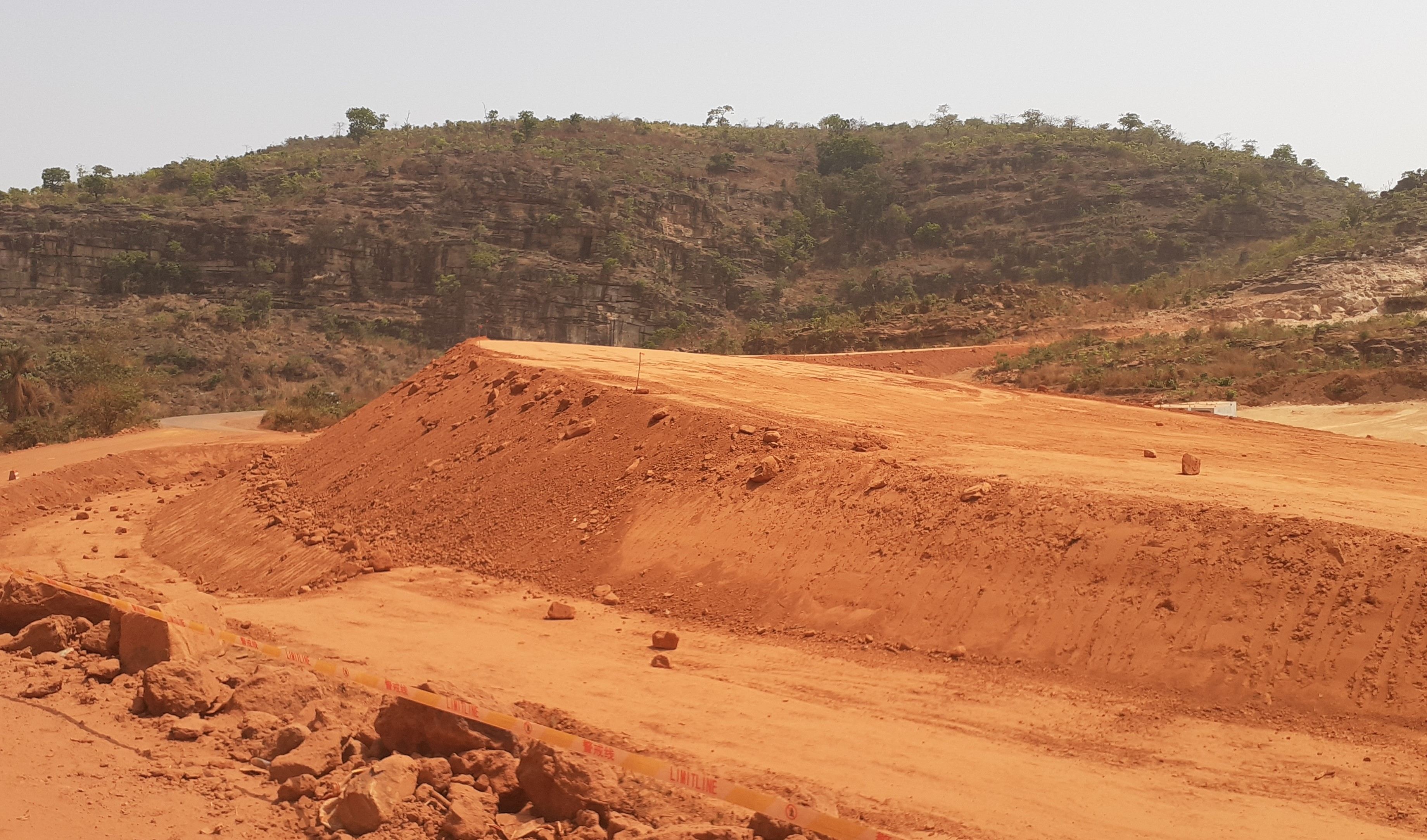
Construction de l'autoroute Conakry Coyah.

### Routes principales
- NH1 : relie Conakry - Coyah - Kindia - Mamou - Dabola - Kouroussa - Kankan.
- NH2 : relie Mamou - Faranah - Kissidougou - Guékédou - Macenta - Nzérékoré - Lola puis praticable pendant la saison sèche vers Yamoussoukro (Côte d'Ivoire).
- NH4 : relie Coyah - Forécariah - Farmoreya - vers Sierra Leone.
- NH5 : relie Mamou - Dalaba - Pita - Labé (région du Fouta Djalon). Au-delà, la route vers Koundara n'est pas praticable pendant la saison des pluies.
- NH6 : relie Kissidougou - Kankan - Siguiri - Bamako (Mali).
- NH20 : relie Kamsar - Kolaboui - Boké.

### Voies ferrées
- Le chemin de fer de Conakry à Kankan est construit entre 1902 et 1915. Le chemin de fer de Conakry à Fria était utilisé par Rusal lors du fonctionnement de l'usine d'alumine de Fria. À la suite d'un accord entre le président et Rusal, il sera réhabilité par Bolloré. Cette réhabilitation prévoit une « mise aux normes » des rails pour qu'elles soient à un écartement standard, ainsi qu'une exploitation des rails pour pouvoir expédier par voie ferrée les conteneurs du PAC au port sec de Kagbelen, une distance d'environ 42 km. Cela permettra de réduire les embouteillages de Conakry. Le chemin de fer de Conakry à Kindia, d'une distance de 105 km, est exploité par la Société de Bauxite de Kindia (SBK). Le chemin de fer de Sangarédi à Kamsar, est lui aussi à écartement standard, d'une distance de 136 km.

### Climat

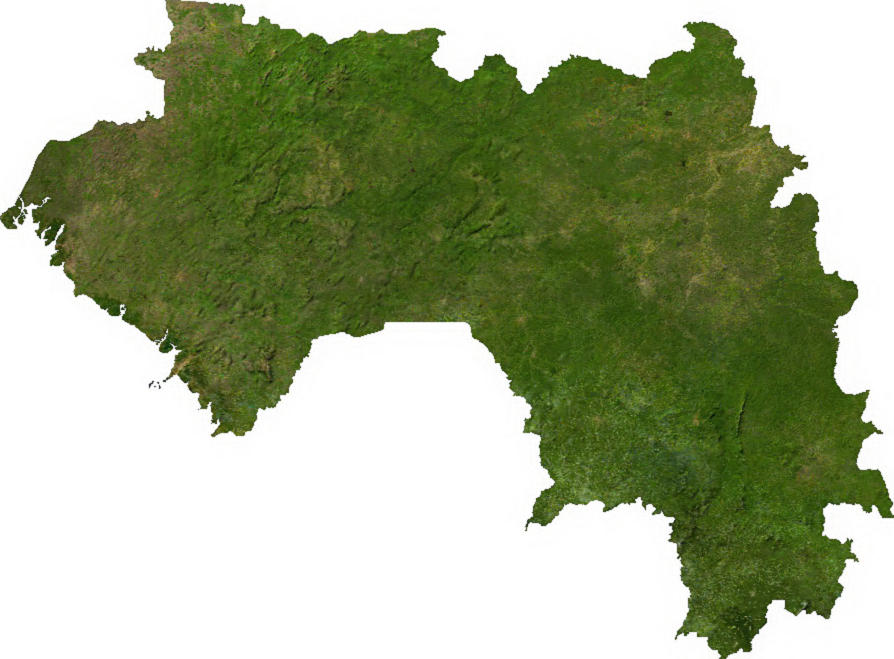
Image satellite de la Guinée.

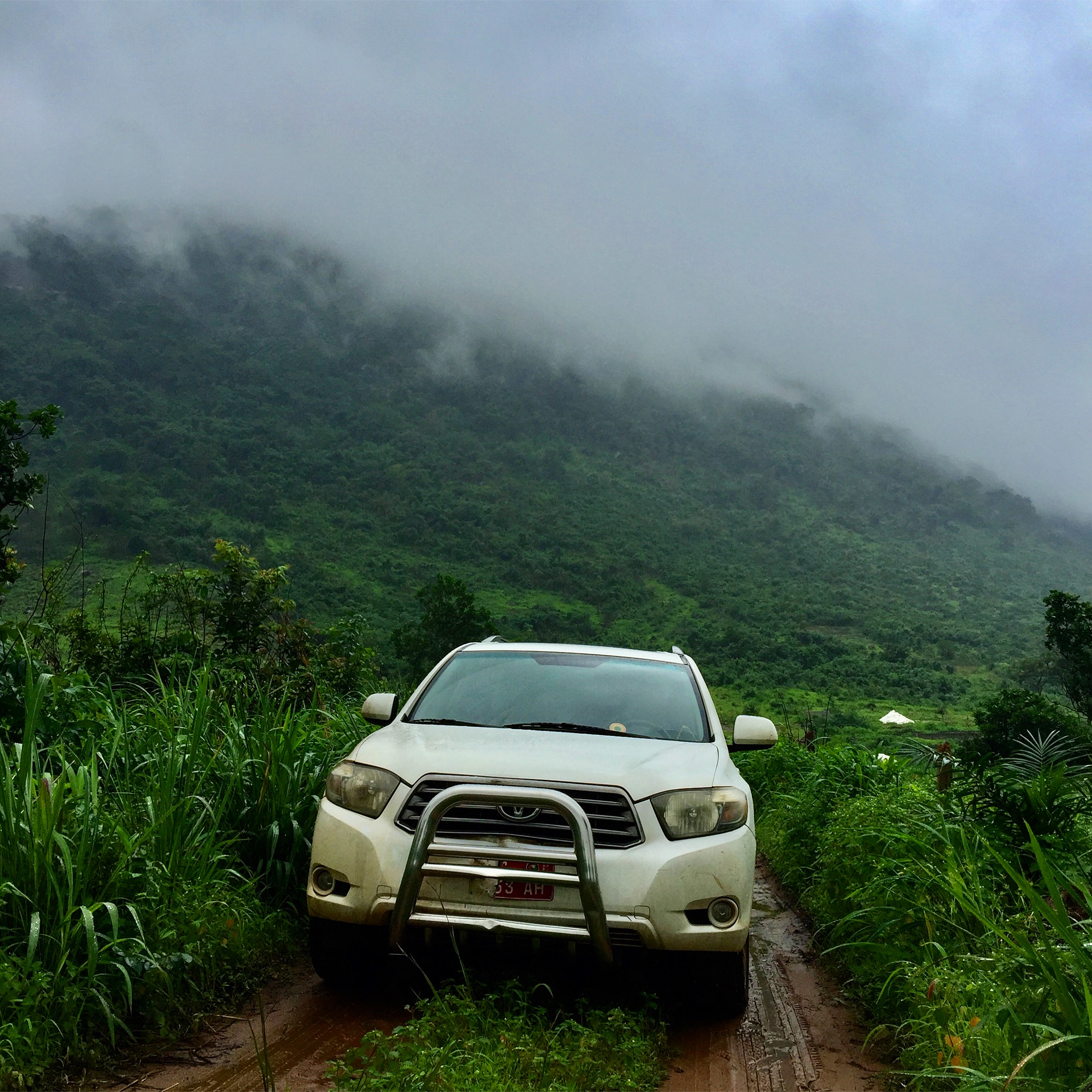
Brume pendant la saison des pluies en août 2018.

Le climat est tropical à deux saisons : la saison des pluies, de mai à octobre (varie plus ou moins selon les régions), et la saison sèche. Pendant la saison des pluies, la moyenne mensuelle des précipitations peut atteindre 400 mm.
La Guinée comprend quatre régions climatiques :
- l'ouest, au bord de l'Atlantique, est très humide ;
- le climat est plus tempéré au centre (deux saisons égales, pluies de mai à novembre) ;
- au nord-est, le climat est tropical sec avec des pluies plus faibles, des températures élevées sauf de décembre à février lorsque le vent souffle (20 °C contre 40 °C) ;
- le sud-est de la Guinée est subéquatorial avec une longue saison des pluies (8 à 10 mois) et des températures moyennes de 24 °C à 38 °C.

Températures moyennes à Conakry : minimales : 22 °C, maximales : 32 °C ; à Labé : minimales : 13 °C (janvier), maximales : 33 °C (mars) ; à Kankan : minimales : 15 °C (janvier), maximales : 36 °C (mars).
Les saisons ne correspondent pas à des variations des heures de lever et de coucher du soleil. La journée et la nuit durent environ 12 heures chacune, le soleil se lève vers 6 h 45 et se couche vers 18 h 45 avec peu de variation tout au long de l'année. L'heure locale est celle du fuseau horaire UTC±0.

### Environnement

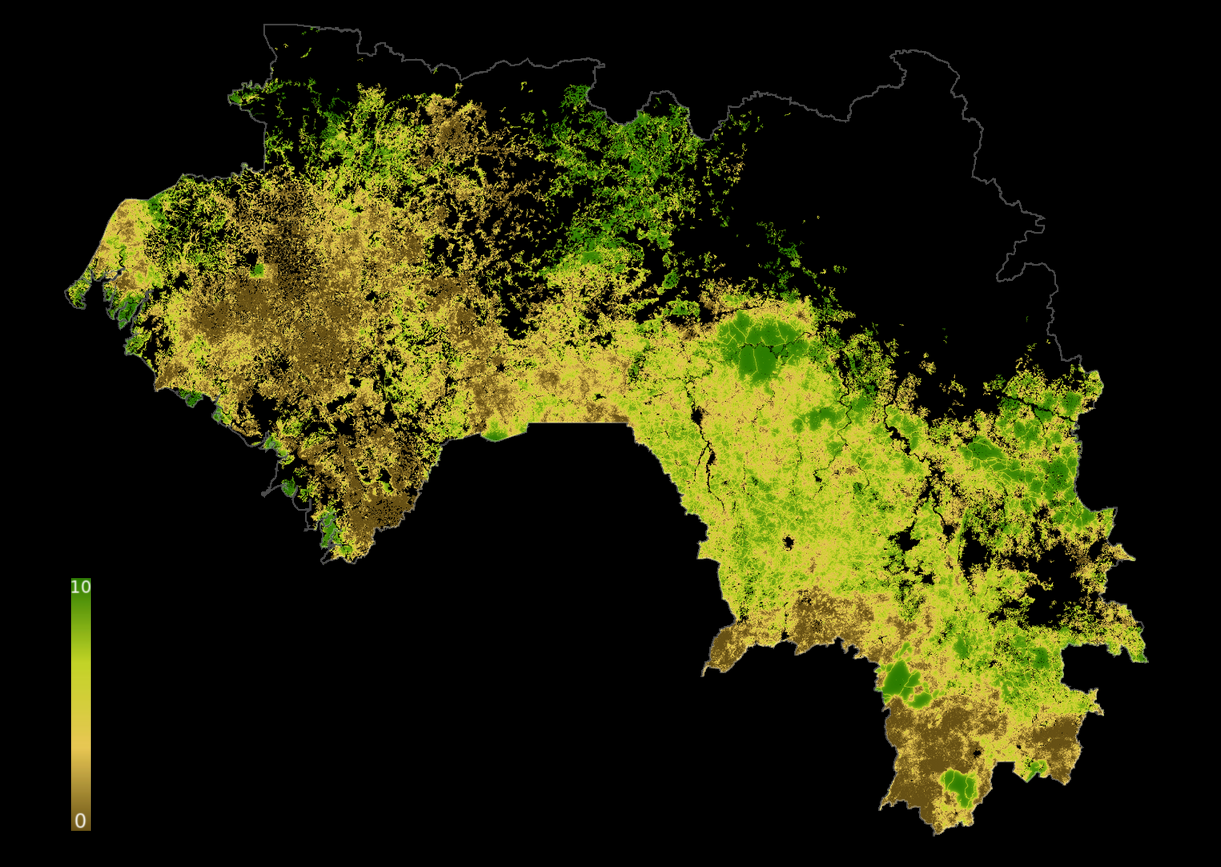
En 2019, La Guinée avait un score moyen de l'indice d'intégrité du paysage forestier de 4,9, le classant sur 172 pays.

La Guinée compte trois types de biomes :
- savane soudanienne occidentale (au nord et à l'est) ;
- mosaïque de forêt-savane guinéenne ;
- Forêt tropicale humide (au sud).

L'environnement en Guinée semble préservé grâce à la faible densité de population et à l'industrialisation limitée.
Les principales menaces sont la déforestation, la pollution issue de l'exploitation minière, l'absence de traitement des eaux usées, auxquelles on peut ajouter le braconnage de la faune sauvage.

### Nature

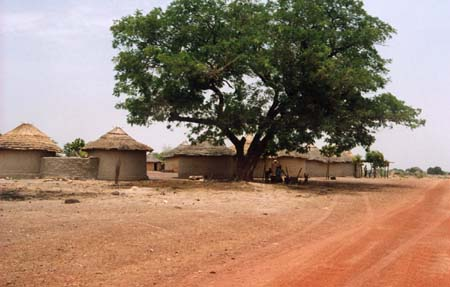
Village près de Siguiri, typique de la Haute-Guinée.

La Guinée, en raison de ses climats et biomes diversifiés, est peuplée d'espèces animales, végétales et fongiques variées, dont certaines sont rares ou endémiques telle que Dictyna guineensis.
Ainsi, en Guinée forestière, dans la zone couverte par la forêt tropicale humide, on trouve Nimbaphrynoides occidentalis, qui est un crapaud vivipare endémique de la zone du mont Nimba. Une population de chimpanzés existe aux alentours de Bossou. Une espèce d'hippopotame nain existerait également en forêt.
Le parc national du Haut-Niger se trouve en Guinée.

#### Taxonomie
La deuxième partie (ou espèce) du nom binominal de nombreuses espèces en botanique ou en zoologie est fréquemment guineensis signifiant en latin guinéen ou qui vit en Guinée. Ceci s'explique par la découverte de nombreuses espèces nouvelles pour la science sur le territoire de la Guinée. La plupart de ses espèces animales ou végétales rencontrées actuellement en Guinée se trouvent aussi dans de nombreux autres pays. C'est pourquoi certaines, ayant été nommées guineensis lors de leur découverte et de leur description, ont été renommées depuis, à la suite des révisions taxonomiques.

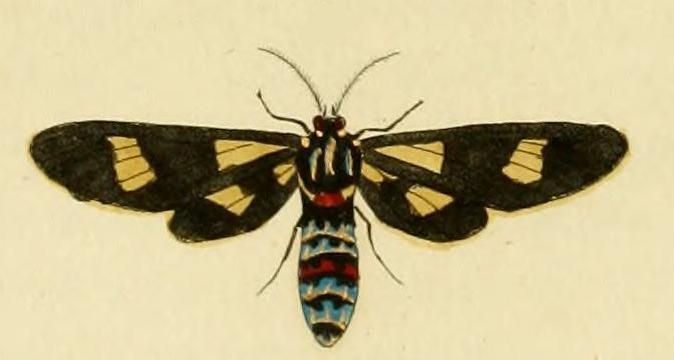
Le papillon Euchromia guineensis.

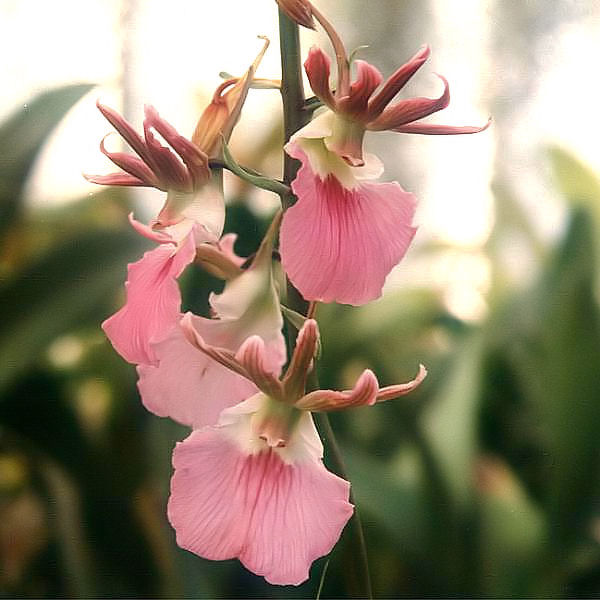
Fleurs de l'orchidée Eulophia guineensis.

- Exemples d'amphibiens : Hemisus guineensis et Phrynobatrachus guineensis ;
- Exemples de sauriens : Acanthodactylus guineensis et Mochlus guineensis ;
- Exemples d'araignées : Malloneta guineensis et Dictyna guineensis ;
- Exemples d'insectes : Zorotypus guineensis un Zoraptera, Euchromia guineensis un Lepidoptera ;
- Exemple d'oiseau : la Mésange galonnée Melaniparus guineensis ;
- Exemple de poisson : Epiplatys guineensis ;
- Exemples de plante : le palmier à huile Elaeis guineensis et l'orchidée Eulophia guineensis[26].

## Population

### Ethnies
Les trois principaux groupes ethniques sont les Peuls, les Malinkés et les Soussous. Ces derniers se répartissent dans les quatre grandes régions géographiques de la Guinée. La Basse Guinée abrite des Soussous, mais on y trouve aussi presque toutes les grandes ethnies du pays, en raison de la présence de la capitale, Conakry, qui attire les Guinéens. Dans la région de la Moyenne-Guinée, des Peuls ; en Haute-Guinée, des Malinkés. Quant à la Guinée forestière, elle abrite surtout des forestiers composes des Kissiens, les Tomas, les Guerzés, les Koniakas, etc.

### Démographie

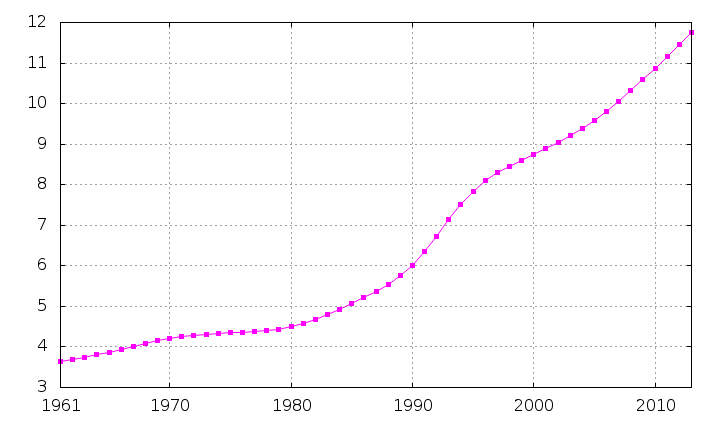
Évolution de la démographie entre 1961 et 2003 (chiffre de la FAO, 2005). Population en millions d'habitants.

Les populations guinéennes ont été affectées d'une part par la traite arabo-musulmane en direction du Maghreb et de l'Égypte, et par celle commencée au XVIe siècle et menée au-delà de 1850, via les conquêtes coloniales françaises et les travaux forcés qu'elles ont apportés[réf. nécessaire]. La Seconde Guerre mondiale (1939-1945) a fragilisé la France colonisatrice et poussé celle-ci à abolir finalement l'indigénat, et les travaux forcés en 1945. Avec cette date commence l'essor démographique, la population doublant tous les vingt ans[réf. nécessaire].
À la suite de l'indépendance du 2 octobre 1958 et du départ des crédits et des cadres français qui faisaient fonctionner l'administration et l'économie guinéenne, la Guinée fut déstabilisée. La période de dictature de Ahmed Sékou Touré a ensuite poussé de nombreux Guinéens, notamment des élites, à émigrer vers les pays développés.
En juillet 2022, la Guinée compterait 13 865 692 habitants.

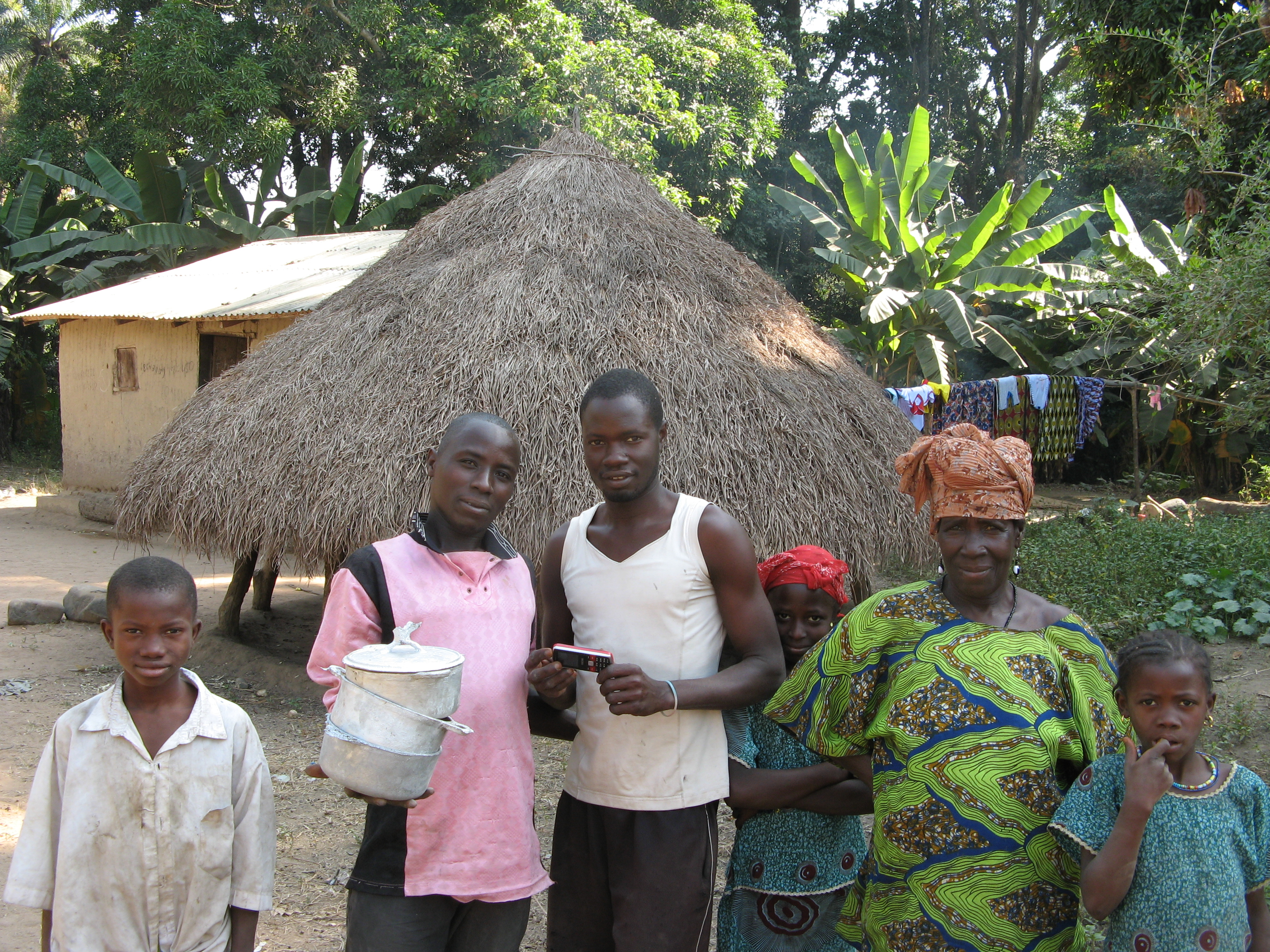
Une famille du Fouta-Djalon.

Selon le World Refugee Survey 2008 publié par le Comité américain pour les réfugiés et les immigrants, la Guinée abritait près de 29 300 réfugiés et demandeurs d'asile à la fin de 2007, provenant surtout du Libéria, de la Sierra Leone, et de la Côte d'Ivoire. En décembre 2007, 11 900 réfugiés vivaient dans un des trois camps, Lainé, Kankan I et Kankan II, et au moins 9 300 réfugiés vivaient dans des zones urbaines.
En 2011, les estimations de populations réfugiées du Libéria et de Côte d'Ivoire sont respectivement de 5 400 et 6 552, soit pratiquement 12 000 personnes.
La population guinéenne est relativement jeune puisque 61,6 % des Guinéens auraient moins de 25 ans, tandis que la tranche 25-54 ans constituerait 30,4 % de la population. L'âge médian est de 18 ans en 2022. Les 8 % restant étant constitués de Guinéens âgés de plus de 54 ans, dont seulement 3,6 % âgés de plus de 65 ans l'espérance de vie est de 62,6 ans.

## Histoire

### Antiquité
Il y a 3 000 ans, la Guinée était habitée par une communauté de pêcheurs et d'agriculteurs. Les vallées verdoyantes du Fouta Djallon, les bassins fertiles du Haut Niger propices à la cueillette, à la chasse et à la pêche ont attiré les hommes.
L'arrivée des populations est due au dessèchement du Sahara, suivi de l'assèchement des fleuves, rivières et lacs. Les populations se déplacent vers les zones méridionales plus humides. Les territoires situés entre les fleuves Sénégal et Niger comme la Guinée deviennent des zones privilégiées de regroupement des communautés d'éleveurs et d'agriculteurs. Tandis que certains groupes se dirigèrent vers les vallées du Bafing et de la Falémé, d'autres se fixèrent dans le delta intérieur du Niger.
Les premiers royaumes voient le jour dans cette région au Ier millénaire av. J.-C. La majeure partie du territoire guinéen a été partie intégrante des Empires du Ghana et du Mali qui se sont succédé entre le IXe siècle et le XVIe siècle. Le déclin de l'empire du Mali coïncide avec l'apparition en 1445, en Sénégambie, des premières caravelles portugaises. Les malinkés perdirent le contrôle des pistes sahariennes au profit des Songhaïs et refluèrent vers les régions occidentales de Guinée, de Gambie et de la Casamance.
Après quelques accrochages, les navigateurs portugais et les populations côtières firent la paix. Les portugais, intéressés par l'or, les peaux et autres produits exotiques du Soudan, les épices, les esclaves, vendaient des tissus, des ustensiles en fer, même des chevaux. Les mansas du Mali établirent des relations diplomatiques avec leurs homologues du Portugal.
À la faveur de ce commerce naissant, des mouvements de populations drainent des familles marabout et marchandes du moyen Niger vers le Gabu et la côte atlantique pour donner la configuration socio-politique connue à la conquête coloniale.
Entre 1456 et 1460, Pedro de Sintra accosta au cap Verga et plus au sud, il atteignit la pointe de l'île de Tombo où se trouve Conakry. Les Portugais donnèrent les noms de Rio Nunez, Rio Pongo (déformation de Araponka), Rio Kapatchez, etc. aux rivières de la zone côtière.
Au large de Conakry furent découvertes les îles baptisées « Ilhas dos Idolos » (îles des idoles) parce que les habitants de ces îles, lorsqu'ils viennent semer le riz apportent leurs idoles qu'ils adorent. Ces navigateurs ont noté que les Portugais sont entrés en contact avec les Landoma et les Nalu dans le Rio Compagny et le Rio Nunez. Ils ont également signalé la présence des Dialonkés à l'intérieur des terres.
Les rapports tissés avec les Bagas furent difficiles entre le Rio Nunez et la presqu'île du Kaloum. Ils attestent l'existence de trois suzerains dans la région côtière : Farin Souzos (roi des Sosso), Farin Cocoli (roi des Lanlouma) et Farin Futa (roi djallonka).
Ainsi naissent les royaumes Sosso de Bramaya, de Thia, de Lakhata et de Dubréka. Au XVIIe siècle, le royaume de Dubréka s'affirme avec la dynastie créée par le chef de guerre Soumba Toumany.
Dans la région du haut Niger, les groupes de marabouts Sarakollés du Djafouna s'installent vers la fin du XVIIe siècle, s'établirent au Mandé entre le Niger et le Milo. Ils fondent le royaume du Batè (entre deux fleuves) dont Kankan est la métropole.
Les villages qu'ils fondent sont Diankana, Foussén, Karifamoriah, Bankonko, Forécariah, Tassilima, Nafadji. Ils s'adonnent au négoce et à l'enseignement coranique. L'Islam fut, par leur action, réintroduit au Manding après une longue parenthèse consécutive à la chute de l'empire du Mali. Au XVIIIe siècle, Kankan, la métropole du Batè devint la capitale d'un royaume puissant grâce aux activités commerciales et la réputation de ses marabouts dont le patriarche Alpha Kabiné fut un des plus illustres.
Au milieu du XVIIIe siècle, un groupe maninka parti du Batè et vint s'établir à l'embouchure de la Mellacorée où il fonda la province du Moréah. Ce groupe était composé des clans Touré, Youla, Sylla , etc. Il était sous la conduite du patriarche Fodé Katibi Touré, fondateur de Forécariah, comme en Fouta-Djalon, les chefs du Moréah prennent ce titre de Almamy.
La région forestière semble moins perturbée par ces mouvements de populations. Toutefois, on note que les Kissi, en provenance du nord, auraient transité par Faranah (Kobikoro) avant de s'installer dans leur habitat habituel où ils auraient basculé les Loma, qui semblent être les premiers occupants. Les Kpelle, les Manon et Konon seraient partis de Mousadou (préfecture de Beyla) sous la poussée des Maninka, pour s'établir en plein cœur de la forêt dans le sud du pays.

### Époque précoloniale
Les Nalou et les Baga peuplent la région au VIIIe siècle. Du IXe siècle au XIe siècle, le royaume mandingue, vassal de l'Empire du Ghana, s'établit du haut Sénégal au haut Niger. Ils seront rejoints par les Dialonkés d'origine mandée. Au XIIIe siècle, le légendaire Soundiata Keïta forme un immense empire ayant pour capitale Niani (aujourd'hui petit village guinéen). L'Empire du Mali décline au XVe siècle. Entre-temps et jusqu'au XVIIIe siècle, les Peuls apportent l'Islam dans la région et créent le royaume théocratique du Fouta-Djalon, repoussant les Soussous vers le littoral.
C'est sur les côtes que les Soussous et d'autres ethnies nouent des liens avec les commerçants européens voulant se procurer esclaves, ivoire et maniguette (ou malaguette, plante voisine du gingembre et réputée aphrodisiaque). C'est le commerce triangulaire.

#### L'Empire du Mali
L’empire du Mali, ou Empire mandingue, est un État africain médiéval. Fondé au XIIIe siècle par Soundiata Keita, il connut son apogée au XIVe siècle. Il serait à l'origine de la charte du Manden. Il s’étendait et englobait de grandes parties des actuels Mali, Guinée, Sénégal, Gambie, Burkina Faso, et Mauritanie. Il était un carrefour important entre les peuples nomades du Sahara et les peuples de l'Afrique noire équatoriale. Son économie reposait sur l'agriculture, l'artisanat, l'exploitation des mines d'or et le commerce de l'ivoire vers le bassin méditerranéen.
L'empire du Mali était une confédération constituée des états tributaires et des provinces. Les provinces étaient dirigées par des gouverneurs appelés Farins ou Farba, et il y avait un vizir, qui assumait les fonctions de premier ministre. L'empereur était secondé par un conseil des anciens (chefs militaires, civils et marabouts). Toutes les décisions politiques et administratives étaient prises en conseil.

#### Le Fouta-Djalon
Les riches pâturages avaient en outre attirés les pasteurs peuls, arrivés à partir du XVe siècle avec leur important cheptel, faisant du pays une région très prospère. L'intégration au commerce atlantique provoqua une profonde transformation économique, politique et sociale qui est à l'origine de la révolution musulmane du début du XVIIIe siècle.
Au XVIIe siècle, les Peuls étaient sans doute devenus le groupe social le plus riche et le plus puissant du pays grâce à l'accroissement considérable de la population peule dû aux migrations en provenance de diverses régions (Boundou, Fouta-Toro, Macina, Sahel), à l'expansion du commerce atlantique (exportation de bétail et de cuir à destination de l'Europe et de l'Amérique) et à l'apparition de l'islam militant[pas clair] en tant que nouvelle idéologie politique.
La révolution musulmane au Fouta-Djalon, comme au Boundou, fut avant tout une réaction populaire contre la traite esclavagiste.
En 1725, le savant musulman Karamoko Alpha Barry, à la tête d'une coalition multiethnique à majorité peule, gagne la bataille de Talansan. Les chefs jalonkés (Soussous) sont repoussés vers la côte de la future Guinée. Karamoko Alpha Barry prend le titre d'almamy (étymologiquement : imam, guide des croyants) et fonde la confédération du Fouta-Djalon, un État théocratique féodal qui s'appuie à la fois sur les traditions peules, les pratiques esclavagistes et sur les principes de l'islam.
À la fin du XVIIIe siècle, la capitale religieuse de l’État théocratique du Fouta-Djalon est Fougoumba, où est intronisé l’Almamy (du mot arabe imam), qui gouverne dans la capitale politique, Timbo, assisté du « Conseil des Anciens ». L’élément peul domine, dans un État multiethnique. La société est fortement hiérarchisée et inégalitaire, le clivage fondamental se situant entre musulmans et non-musulmans et la discrimination des uns sur les autres.
Au sommet, se trouve l’aristocratie militaire et la classe maraboutique (lasli), puis viennent les hommes libres musulmans (rimbé).
En bas de l'échelle des hommes libres se trouvaient les « Peuls de brousse », convertis tardivement à l'islam après le djihad.

#### Samory Touré

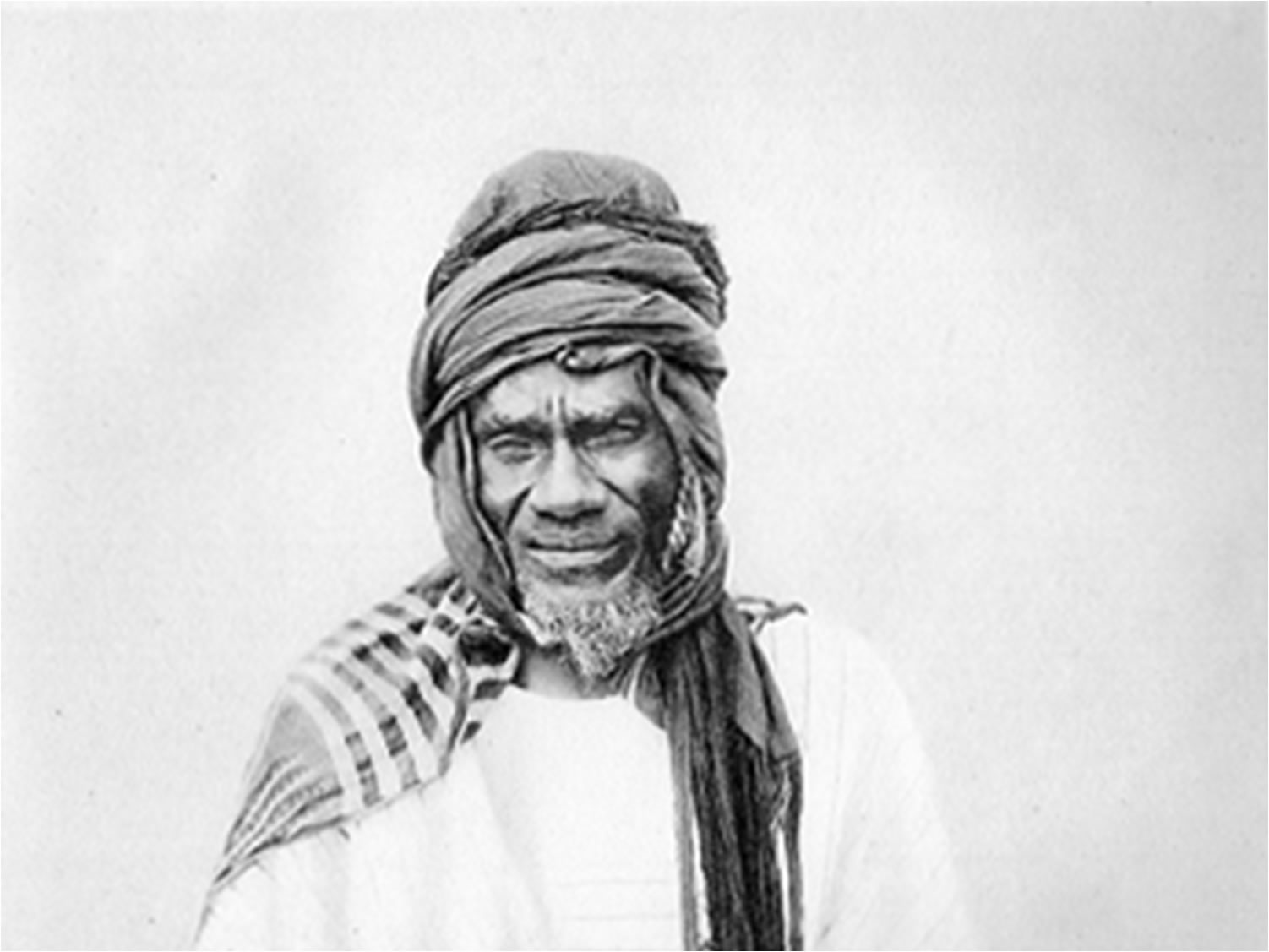
Samory Touré.

Le village de Kiniéran est entouré de remparts de fortification, vestiges d’avant la colonisation, partiellement détruits par Samory Touré, grand guerrier mandingue de l'Afrique de l'Ouest. Né dans une famille de commerçants malinkés, Samory Touré s’appuya d’abord sur des populations encore largement animistes pour combattre l’influence des chefs musulmans. Puis, changeant de stratégie, voulant islamiser de force les populations animistes dans les années 1880, il provoqua leur révolte et les combattit durement. Il assit son autorité sur le Tôron, s’installa à Bissandougou et prit le titre de Faama faama (en) (roi). Après avoir imposé sa loi et sa religion, Samory s’empara de Kankan, captura les chefs Séré Béréma et Saghadjigi, enrôla les vaincus dans son armée et se présenta en défenseur de l’islam. Il prit le titre d’Almany en 1884 et s’opposa pendant dix-sept longues années à la pénétration des troupes françaises avant d’être arrêté et exilé au Gabon.

### Époque coloniale européenne
La zone côtière fut occupée au préalable par les Portugais, qui furent évincés par l'armée française, parce qu'affaiblis par l'occupation de la Guinée-Bissau. De nos jours, de nombreux Guinéens originaires de la côte Atlantique du pays portent des noms d'origine portugaise. La Guinée est proclamée colonie française en 1891, indépendamment du Sénégal, auquel elle était précédemment rattachée. Cette nouvelle appellation remplace celle qu'elle portait jusque-là : les Rivières du Sud. Samory Touré, relayé ensuite par les peuples de la forêt, mène une guerre organisée contre l'occupation française sur la côte et dans les massifs montagneux du sud-est avant d'être vaincu en 1898. La guerre qui oppose les Français au Fouta-Djalon, à Porédaka, s'achève par la victoire des premiers. L'Almamy Bocar Biro Barry est assassiné près des bords du Bafing, à Kollen. Il a choisi cette option pour ne pas être soumis ou réduit en vassal de la puissance colonisatrice. Ses guerriers s'éparpillent ou préfèrent se donner la mort à ses côtés. Les régions du Haut-Niger sont annexées l'année suivante. En 1901, la Guinée devient une partie intégrante de l'Afrique-Occidentale française (AOF), administrée par un gouvernorat général. En 1904, dans le cadre de l'Entente cordiale entre la France et l'Angleterre, les îles de Los deviennent françaises en échange de l'abandon de droits sur le séchage de la morue à Terre-Neuve. La France est consciente des réserves de bauxite mais ne met pas en place de véritable politique d'industrialisation (création de barrages hydroélectriques, usine de transformation de la bauxite).

### Époque de la Guinée indépendante
Lors du référendum de septembre 1958, la Guinée est le seul pays d'Afrique francophone à rejeter la proposition du général de Gaulle concernant l'intégration des colonies de l'AOF au sein d'une Communauté française, ce qui entraîne une rupture immédiate des relations politiques et économiques avec la France. L’indépendance fut proclamée le 2 octobre 1958. La France retira dans le mois qui suivit son armée, ses fonctionnaires et ses crédits. Les colons français emportent avec eux tout leur matériel de valeur, et rapatrient les archives souveraines françaises. Le Washington Post observe l'intransigeance avec laquelle les colons français ont démoli tout ce qu'ils pensaient être leur contribution en Guinée : « En réaction [au vote pour l'indépendance], et comme avertissement aux autres territoires francophones, les Français se sont retirés de la Guinée en deux mois, emportant tout ce qu'ils pouvaient avec eux. Ils ont dévissé les ampoules, emporté les plans des canalisations d'égouts à Conakry, et même brûlé les médicaments plutôt que de les laisser aux Guinéens. »

#### Présidence de Sékou Touré (1958-1984)
Le pays accède à l'indépendance le 2 octobre 1958 et Ahmed Sékou Touré en devient le président à 36 ans. La France mène alors une guerre économique contre son ancienne colonie notamment à travers l'Opération Persil. Les services secrets français vont notamment répandre de faux francs CFA pour déstabiliser la Guinée monétairement. Des maquis d'opposition sont constitués avec l'aide des services secrets français. Maurice Robert, chef du secteur Afrique au service de documentation extérieure et de contre-espionnage (SDECE) de 1958 à 1968, souligne que « nous avons armé et entraîné ces opposants guinéens pour qu’ils développent un climat d’insécurité en Guinée et, si possible, qu’ils renversent Sékou Touré. »
La Guinée inscrit à l'article 34 de sa Constitution qu'elle « peut conclure avec tout État africain les accords d'association ou de communauté, comprenant l'abandon partiel ou total de souveraineté en vue de réaliser l'unité africaine ». Après des discussions avec Kwame Nkrumah, apôtre du panafricanisme, la Guinée et le Ghana forment une union le 1er mai 1959, puis sont rejoints le 24 décembre 1960 par le Mali. Officiellement non-aligné, le régime s'appuie sur l'Union soviétique sans rejeter l'aide des États-Unis[réf. nécessaire].
Le Portugal, enlisé dans des guerres coloniales, organise en 1970 un débarquement militaire et une tentative de coup d’État contre le régime de Sékou Touré afin de priver les indépendantistes du PAIGC de leur plus proche allié, mais l'opération aboutit à un fiasco.

#### Présidence de Lansana Conté (1984-2008)
Après la mort de Touré en 1984, le gouvernement intérimaire est rapidement renversé par Lansana Conté. Sous la pression des bailleurs de fonds, il introduit le multipartisme en 1993 et organise des élections, qui l'ont confirmé par deux fois à la présidence, en 1993 et en 1998. Bien que globalement épargnée par les conflits des pays voisins, la Guinée est confrontée à l'afflux de plusieurs centaines de milliers de réfugiés venus du Libéria et de Sierra Leone.
Après avoir révisé la Constitution pour pouvoir se présenter une troisième fois en décembre 2003, le chef de l'État, pourtant gravement malade, est réélu avec 95,63 % des suffrages face à un candidat issu d'un parti allié, les autres opposants ayant préféré ne pas participer à un scrutin joué d'avance. Fin avril 2004, le premier ministre François Louceny Fall profite d'un voyage à l'étranger pour démissionner, arguant que « le président bloque tout ». Le poste reste vacant plusieurs mois avant d'être confié à Cellou Dalein Diallo, qui sera démis de ses fonctions en avril 2006.
Le pouvoir du président, sous influence d'hommes d'affaires comme Mamadou Sylla, est de plus en plus contesté. Début 2007 éclate une grève générale réprimée dans le sang.
Le 22 décembre 2008, Lansana Conté décède des suites d'une longue maladie (leucémie et diabète aigu) à l'âge de 74 ans. Au cours de la nuit suivante, les proches du régime s'affairent pour organiser l'intérim suivant les procédures prévues par la Constitution mais le 23 décembre 2008 au matin, à la suite de l'annonce du décès de Lansana Conté, des dignitaires de l'armée annoncent unilatéralement la dissolution du gouvernement ainsi que la suspension de la Constitution, dans un discours à teneur résolument sociale. Ces événements laissent planer le doute sur l'effectivité d'un nouveau coup d'État. Le même jour, le capitaine Moussa Dadis Camara est porté à la tête du Conseil national pour la démocratie et le développement (CNDD) et devient le lendemain, le troisième président de la république de Guinée.

#### Présidence de Moussa Dadis Camara (2008-2009)
Arrivé au pouvoir, le capitaine précise que le nouveau régime est provisoire et qu'aucun membre de la junte ne se présentera aux élections présidentielles prévues en 2010.
Au fil de ses interventions médiatiques, Moussa Dadis Camara envisage de plus en plus explicitement de se présenter, décevant les espoirs de véritable transition démocratique et déclenchant des mouvements de protestation.
Le 28 septembre 2009, des mouvements civils organisent une manifestation pacifique pour demander à Dadis Camara de respecter sa parole et de ne pas se présenter aux présidentielles. Une foule de plusieurs milliers de personnes s'était rendu au stade à la demande de l'opposition pour protester contre le désir du président Dadis de se porter candidat à l'élection présidentielle. Le 28 septembre 2009, au stade de Conakry, à la surprise générale les militaires ouvrent le feu sur les manifestants ainsi bloqués dans le stade sans possibilité de fuite. Ce massacre délibéré et manifestement planifié fait plusieurs centaines de morts. De plus, les militaires violent et enlèvent plusieurs dizaines de jeunes femmes, dont certaines seront libérées quelques jours plus tard après avoir subi des viols à répétition, tandis que d'autres disparaissent sans laisser de trace.
À la suite du tollé international soulevé par cet évènement, des dissensions apparaissent au sein du CNDD et le 3 décembre 2009, alors que Sékouba Konaté est en voyage au Liban, le président est grièvement blessé par son aide de camp Aboubacar Sidiki Diakité - ce dernier avait été mis en cause explicitement par des diplomates étrangers pour son rôle dans le massacre du 28 septembre, et craignait d'être « lâché » par son président et livré à la justice. Dadis Camara est hospitalisé au Maroc le 4, et Sékouba Konaté rentre au pays pour assurer l'intérim.

#### Transition de Sékouba Konaté (2010)
Le 12 janvier 2010, Moussa Dadis Camara est renvoyé vers le Burkina Faso par le Maroc pour y continuer sa convalescence. C'est ainsi que le 15 janvier, un accord sera trouvé entre Dadis et Sékouba pour que ce dernier soit reconnu Président de la transition. Cet accord stipule qu'un premier ministre issu des Forces Vives (Partis d'opposition, syndicats, société civile) soit nommé dans le but de former un gouvernement d'Union nationale et de conduire le pays vers des élections libres et transparentes dans les six mois. Aussi, aucun membre du gouvernement d'union nationale, de la junte, du Conseil national de la transition et des Forces de Défense et de Sécurité n'aura le droit de se porter candidat aux prochaines échéances électorales.
Le 16 janvier, Dadis, dans une allocution à partir du palais présidentiel burkinabé, dit que la question de sa candidature est définitivement réglée, ainsi que celle des autres membres de la junte. Jean-Marie Doré, doyen de l'opposition, est nommé Premier ministre, chef du gouvernement d'union nationale chargé d'organiser les futures élections présidentielles.
Le 8 février 2010, la justice guinéenne ouvre une instruction judiciaire pour les crimes commis le 28 septembre 2009 à Conakry, trois magistrats instructeurs sont nommés et le 3 juin 2010, la FIDH, l'Organisation guinéenne de défense des droits de l'homme et du citoyen (OGDH), trois autres organisations guinéennes de victimes (AVIPA, AFADIS, AGORA) et 67 victimes se constituent parties civiles.
Le 7 mars 2010, Sékouba Konaté fixe par décret la date du premier tour de l'élection présidentielle au 27 juin 2010. Il tient parole et pour la première fois une élection présidentielle en Guinée se déroule sans qu'aucun militaire ne soit candidat. Le second tour des élections présidentielles devait se tenir le 19 septembre 2010 mais a été reporté à une date ultérieure.
Le 28 septembre 2010, un an après le massacre, les victimes et les ONG de défense des droits de l'homme demandent le jugement des auteurs présumés des faits,,

#### Présidence d'Alpha Condé (2010-2021)

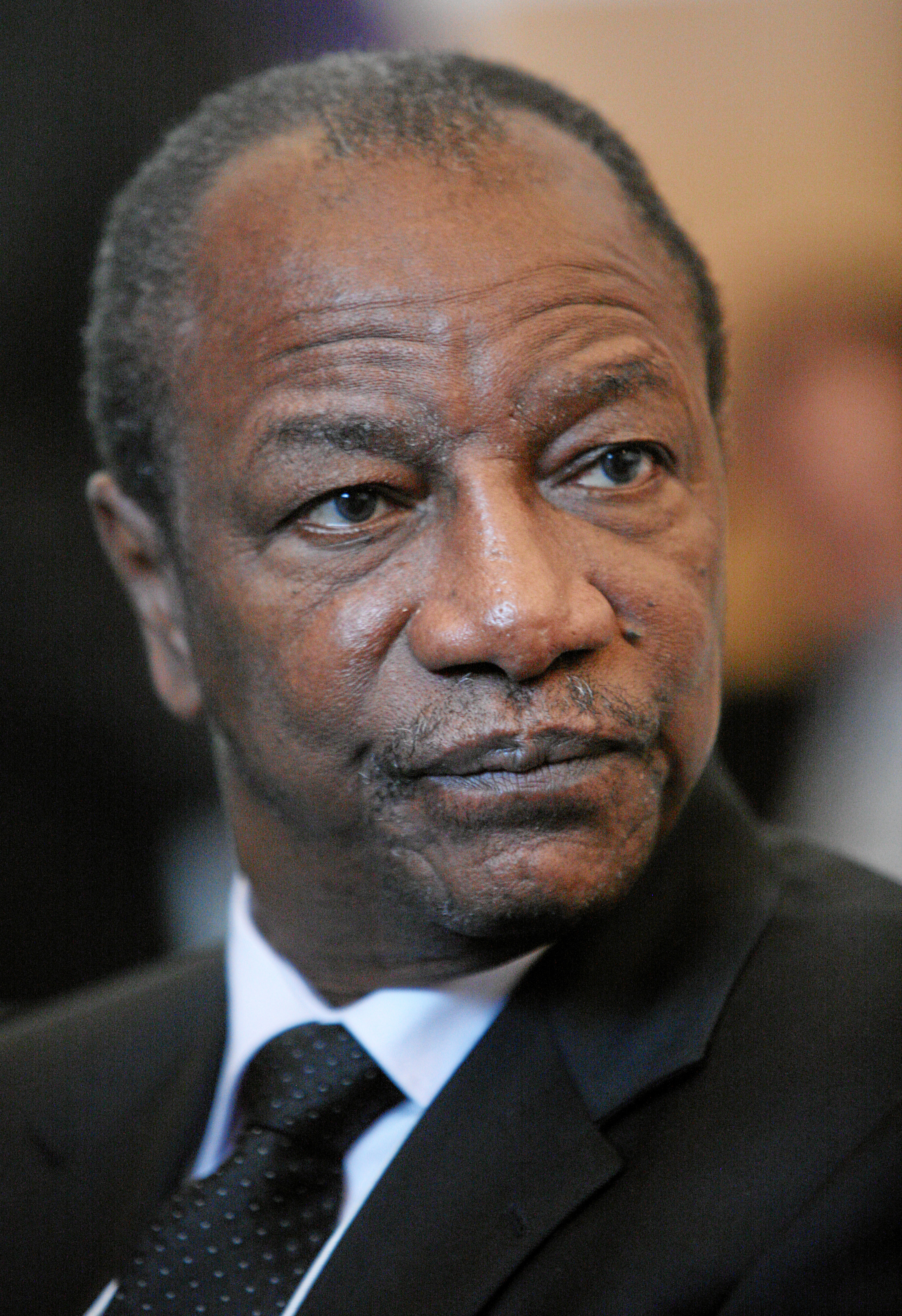
Alpha Condé, président de la république de Guinée de 2010 à 2021.

Le 7 novembre 2010, Alpha Condé (candidat du RPG et de l'Alliance Arc-En-Ciel) obtient 52,5 % des suffrages face à son adversaire Cellou Dalein Diallo (candidat de l'UFDG et de l'Alliance des bâtisseurs), qui a fini par accepter les résultats de la cour suprême qu'il avait initialement contestés en raison de soupçons d'irrégularités.
Le président Alpha Condé est élu pour un mandat de 5 ans. En 2011, le gouvernement des États-Unis affirme que les actes de torture perpétrés par les forces de sécurité et la maltraitance des femmes et des enfants (par exemple, la mutilation génitale féminine) constituent des atteintes aux droits de l'homme en Guinée.
En 2014 et 2015, le pays est touché par l'épidémie Ebola mais se mobilise pour en contenir les impacts,.
Le 11 octobre 2015, le président Alpha Condé obtient 58 % des suffrages et est réélu au premier tour de l'élection présidentielle pour un nouveau mandat de 5 ans.
En juillet 2016, la Guinée est le premier pays à majorité musulmane d'Afrique à renouer ses liens diplomatiques avec Israël.
En mars 2020, en dépit des manifestations et du désaccord de la grande partie de la population et de l'opposition et ce malgré une loi stipulant qu'aucun président ne peut se présenter pour plus 2 mandats consécutifs, Alpha Condé modifie la Constitution pour pouvoir légalement se représenter. Il est alors officiellement candidat pour un troisième mandat pour les élections s'étant tenues en octobre 2020.
Il remporte les élections du 18 octobre 2020 ; son investiture a lieu le 15 décembre.
D'après la Banque mondiale, en 2018, le chômage frappe 80 % des jeunes et près de 80 % de la population active travaille dans le secteur informel. Surtout, 55 % des Guinéens vivent sous le seuil de pauvreté.
Le 5 septembre 2021, un coup d'État des forces spéciales, dirigées par Mamadi Doumbouya, mène à la capture d'Alpha Condé. Une junte prend le pouvoir.

#### Transition de Mamadi Doumbouya (depuis 2021)
Depuis le coup d'État de 2021, le pays est une dictature militaire dirigé par la junte du Comité national du rassemblement pour le développement (CNRD) présidé par le colonel puis général Mamadi Doumbouya, président de la Transition, un Conseil national de la transition (aux membres nommés) tenant lieu de parlement.

## Politique et administration
La Guinée est une république, avec comme chef d'État un président élu par le peuple pour un mandat de six ans. Cette période initialement fixée à cinq ans a été modifiée à sept ans par la Constitution de 2003, puis re-modifiée par le Conseil National de Transition (CNT) en 2010 pour une durée de cinq ans renouvelable une fois. La fonction de président a été occupée par Lansana Conté du 5 avril 1984 au 22 décembre 2008. Le Premier ministre est désigné par le chef de l'État. Depuis le 15 novembre 2010, après la première élection présidentielle libre depuis l'indépendance en 1958, Alpha Condé est élu à la tête du pays dans la contestation.
Depuis l'instauration du multipartisme en avril 1992, une quarantaine de nouveaux partis ont été reconnus.
Le pouvoir législatif est assuré par un parlement composé d'une seule chambre, l'Assemblée nationale, où siègent 114 députés élus par le peuple pour un mandat de cinq ans.
La Constitution et l'Assemblée nationale ont été suspendues en décembre 2008 après le putsch du CNDD (Conseil national pour la démocratie et le développement) avec à sa tête le capitaine Moussa Dadis Camara. La nouvelle constitution a été adoptée par le CNT le 19 avril 2010 et promulguée par le Général Sékouba Konaté par décret le 7 mai 2010.
L'ONG Transparency International classe régulièrement la Guinée parmi les pays où la perception de la corruption est la plus forte. Le thème de la corruption est récurrent dans les revendications des opposants et des organisations syndicales en Guinée.
Les opposants Billo Bah et Foniké Menguè sont actuellement emprisonnés par le régime depuis le 9 juillet 2024 sans procès et sans que leurs proches aient de leurs nouvelles.

### Cour suprême
La plus haute autorité judiciaire est la Cour suprême, qui dispose de trois chambres :
1. une chambre constitutionnelle et administrative ;
2. une chambre judiciaire (civile, pénale et économique) ;
3. une chambre des comptes.

Le premier président de la Cour suprême est en même temps président de la chambre constitutionnelle et administrative.

### Administration nationale
La Guinée est subdivisée en huit régions administratives (dont une est constituée par Conakry sa capitale), 33 préfectures et leurs 33 communes urbaines, et 303 communautés rurales de développement. Conakry est divisée en 10 communes (Kaloum, Dixin, Matam, Ratoma Lambanyi, Sonfonia, Matoto, Gbéssia, Tombolia, Kassa).

### Religions
Selon le Pew Research Center, en 2010, 84,4 % des habitants de la Guinée sont musulmans, alors que 10,9 % sont chrétiens, principalement catholiques (7,5 %) et protestants (3,4 %) et que 2,4 % pratiquent une religion populaire. Selon l'Association des archives de données religieuses, 86,8 % des habitants étaient musulmans en 2020 (contre 55,1 % en 1950) et 3,5 % chrétiens.

### Femmes
Le taux de natalité s'élevait à 36,88 ‰ en 2014 et la fécondité est estimée à 4,82 enfants par femme pour 2016.
Le gouvernement adhère à la Convention sur l'élimination de toutes les formes de discrimination à l'égard des femmes depuis 1982
. Toutefois 97 % des femmes et des filles âgées de 15 à 49 ans ont subi des mutilations génitales féminines et/ou une excision. Et les mutilations génitales augmentent, bien qu'elles soient interdites.
L'analphabétisme parmi les femmes est élevé. Il y a une sous-représentation des femmes dans l'enseignement secondaire et supérieur, mais elles sont de plus en plus présentes.
La polygamie est la règle, bien qu'elle soit officiellement interdite. Dans le code civil il est dit dans l'article 394 que le mari est le chef de famille. Les mariages précoces sont fréquents, mais illégaux.
Bien qu'illégal, le mariage forcé affecte la majorité des femmes,.
Toutefois, beaucoup de mariages au pays sont des mariages religieux, dans lesquels les autorités civiles n'interviennent pas.
Enfin, la majorité des femmes a été affectée par la violence conjugale.

### Situation des Droits de l’Homme
Le 25 septembre 2020, un rapport publié par Human Rights Watch a révélé que lors des élections législatives et du référendum constitutionnel de mars 2020, les forces de sécurité guinéennes n'ont pas protégé la population des violences électorales et intercommunautaires dans lesquelles au moins 32 personnes ont été tuées et plus de 90 blessés alors qu'ils commettaient eux-mêmes des violations des droits de l'homme à Nzérékoré. De plus, les forces de sécurité n'ont pas pris de mesures suffisantes pour empêcher ces meurtres, ni la destruction massive de biens. Ils ont également tué deux personnes eux-mêmes, battu et arrêté arbitrairement des dizaines d'hommes. Entre le mois de mars et septembre, Human Rights Watch a interrogé 48 victimes et témoins des violences à Nzérékoré, ainsi que 31 proches des victimes, du personnel médical, des journalistes, des avocats, des membres des partis d'opposition, des représentants de la société civile et d'autres informateurs. Ils ont également consulté des rapports publiés par des organisations guinéennes de défense des droits de l'homme et des médias nationaux et internationaux, et examiné des photos, des vidéos et des dossiers médicaux.

## Économie

États membres de la Communauté économique des États de l'Afrique de l'Ouest (CEDEAO).

En 2023, la Guinée est classée en 128e position pour l'indice mondial de l'innovation.

### Monnaie
Sur le territoire de la république de Guinée, la devise ayant cours depuis 1960 est le franc guinéen, sauf entre 1972 et 1986, période pendant laquelle la devise était le syli. Le franc guinéen n'a cours dans aucun autre pays, mais est échangeable auprès de changeurs exerçant à proximité des frontières avec les devises ayant cours dans les pays riverains (le franc CFA, le dollar libérien, le leone de Sierra Leone et également l'euro et le dollar). La banque centrale de Guinée permet également le change, mais à des taux peu intéressants et uniquement à Conakry.

### Agriculture

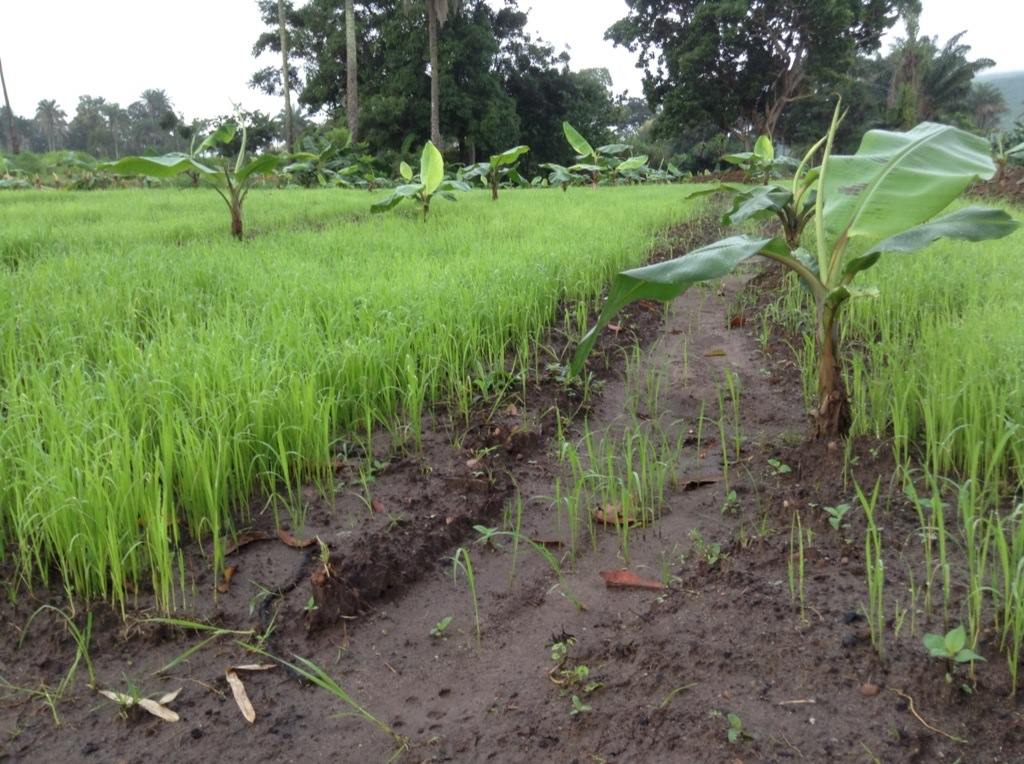
Plantation de riz et de bananiers.

La majorité des Guinéens travaillent dans le secteur agricole qui emploie plus de 75 % de la population apte au travail du pays (24 % du PIB).
Le mil et le fonio sont les principales cultures de la Haute-Guinée, tandis que l'on produit de l'arachide dans la région de Koundara. Le riz est cultivé dans les zones inondées en bordure de rivière et de fleuve mais la production locale est insuffisante et le pays importe du riz asiatique. Les cultures vivrières traditionnelles comme celle du manioc restent largement pratiquées autour des habitations.
On cultive le café, l'ananas, les pêches, les nectarines, les mangues, les agrumes, les tapiocas, les oranges, les bananes, les pommes de terre, les tomates, les concombres, les poivrons et d'autres légumes. La Guinée est un des producteurs régionaux émergents de pommes et de poires. Il y a de nombreuses plantations de raisins, de grenades et de plaquemines. Ces dernières années[Lesquelles ?] ont été marquées par le développement de plantations de fraise basées sur le système hydroponique vertical.
Il y a des élevages de bovins, de moutons et de chèvres.

### Secteur industriel et minier
La Guinée dispose d'importantes ressources minières dont les principales sont la bauxite (1/3 des réserves mondiales), l'or, le diamant (exploité depuis 1936), le fer, le pétrole et l'uranium, les phosphates et le manganèse.
À la fin des années 1990, les « compagnies juniors » canadiennes, investies dans plus de 8000 propriétés minières, dans plus de 100 pays, pour la plupart encore à l'état de projet multiplient les contrats avec des pays africains. Les investissements du Canada en Guinée représentent à peu près 250 millions de dollars investis dans le secteur minier et le 8 juin 2012, Perry Calderwood, ancien ambassadeur du Canada en Guinée, a accompagné une forte délégation d’investisseurs canadiens au palais Sékhoutouréya pour voir comment ces hommes d’affaires canadiens comptent intervenir dans le développement du secteur minier.
Le projet minier de Simandou (mont Nimba), sur l’axe Beyla-Nzérékoré, en Guinée forestière (sud-est, frontière du Liberia), qui est l’un des plus grands projets mines-infrastructures en Afrique lancé en 2012, mené par Rio Tinto, Chinalco et IFC, et supposé capable d'amorcer le développement régional et national, semble gelé au premier semestre 2016,,.
La relance du projet minier géant d’exploitation du fer du mont Simandou a été officialisée à Pékin le 28 octobre 2016. Rio Tinto et le chinois Chinalco ont signé un accord de principe sur les conditions du transfert de la totalité des parts du premier au second dans le développement de la partie sud du Simandou qui nécessitera environ 20 milliards de dollars d’investissements. Un protocole fixant le cadre de coopération a été conclu le 31 octobre 2016.

### Énergie
La Guinée est dépendante sur le plan énergétique, elle importe la totalité de sa consommation d'hydrocarbures. L'exploitation de gisements au large des côtes est à l'étude.

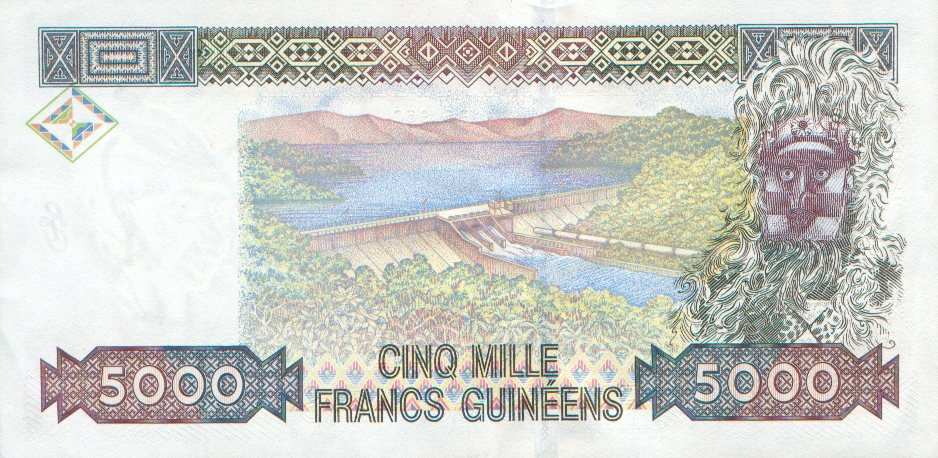
Une image du barrage de Kaleta, au verso d'un billet de banque guinéen.

Le potentiel en production hydro-électrique est considérable en raison du relief et de la pluviométrie, il est estimé à plus de 6 000 MW. Ce potentiel reste encore à exploiter ; les premiers barrages, construits sur le fleuve Konkouré ne suffisent pas à alimenter Conakry en totalité.
Le barrage de Kaleta, construit et financé par la Chine, inauguré en septembre 2015, avec une puissance de 240 MW, permet de résorber une bonne partie du déficit énergétique du pays, estimé à 400 MW. Le barrage de Souapiti, de puissance 550 MW, ainsi que le barrage d'Amaria, avec une capacité de 300 MW (construit pour satisfaire les besoins d’énergie pour un projet d’aluminium) sont actuellement en construction, également avec l'aide de la Chine.

### Tourisme
Le pays accueille très peu de touristes étrangers, et ce malgré la grande diversité et la beauté des paysages, l'attitude amicale des Guinéens par rapport aux étrangers et les centres d'intérêt potentiels très variés, qu'il s'agisse d'art sculpté, de musique, de danse ou de culture traditionnelle.

## Ordres et décorations
En Guinée, les principales décorations sont les suivantes :
- Ordre national de Fidélité au Peuple
- Ordre national de Guinée

L' ordre national du Mérite est un ordre honorifique guinéen qui récompense des mérites exceptionnels et une fidélité continue dans l’accomplissement de services au profit de la Nation.
- Grand-croix  - Ordre national du Mérite (Guinée)

## Culture

### Langues
La langue officielle de la république de Guinée est le français. Il s'agit de la langue de l'État et des institutions officielles.
Sous le régime de Sékou Touré, l'État guinéen entreprend, surtout à partir du milieu des années 1960 jusqu'à la fin des années 1970, d'« africaniser » le pays, c'est-à-dire de favoriser davantage les langues nationales et de marginaliser de plus en plus le français. Mais à la fin des années 1970, devant les difficultés économiques, le régime reconnaît que le français est une langue diplomatique importante et qu'elle est utile pour le développement économique du pays. Le français redevient ainsi la langue officielle de la Guinée.[réf. nécessaire] Après le régime d'Ahmed Sékou Touré, le français est redevenu la langue unique d'enseignement à l'école. Nadine Bari est parfois considérée comme l'une des premières femmes écrivaines en français du pays.
La langue française est en forte expansion en Guinée d'après les derniers rapports.
En 2002, le nombre de locuteurs de langue maternelle française était estimé à 2 % de la population totale.
D'après les autorités guinéennes, une nouvelle estimation de 2007 revoit ce chiffre fortement à la hausse par rapport à celle de 2002 : le nombre de francophones atteindrait 21,1 % et le nombre de francophones partiels 42,1 %. L'ensemble cumulé représente 6 millions de personnes, soit 63,2 % de la population totale ayant une maîtrise partielle ou complète de cette langue. L'anglais est présent dans les régions frontalières avec le Liberia et la Sierra Leone, c'est une langue universitaire et commerciale.
Les trois principales langues d'origine africaine sont :
- le pular, parlé majoritairement en Moyenne-Guinée, soit par plus de 32 % de la population guinéenne, qui possède de nombreux locuteurs dans les autres régions ;
- le malinké, parlé majoritairement en Haute-Guinée, et le Kpelle ou guerzé, parlé en Guinée forestière, qui possède également de nombreux locuteurs dans les autres régions ;
- le soso, parlé majoritairement en Basse-Guinée, parlé dans les quatre régions naturelles de la Guinée, qui est la langue dominante de la capitale Conakry.

Mais on rencontre également des locuteurs dans d'autres langues qui sont :
- le bassari en Moyenne-Guinée
- le diakhanké en Basse Guinée
- le jalonké en Moyenne-Guinée et en Haute-Guinée surtout à Faranah
- le kpèllé (ou guerzé) en Guinée forestière
- le kissi en Guinée forestière
- le coniagui en Guinée forestière
- le kono en Guinée forestière.
- le lélé en Guinée forestière
- le landoma
- le toma (ou loma) en Guinée forestière
- le manon en Guinée forestière
- le nalu en Guinée Maritime)
- le sarakolé (ou soninké)

La Guinée est membre de l'Organisation internationale de la francophonie.
De plus, les villes de Conakry, Guéckédou, Kindia, Labé, Mamou, Pita, Télimélé, Boffa, Boké et Mandiana sont membres de l'Association internationale des maires francophones,.

### Jours fériés
| Date                 | Nom                                                                           | Remarques |
| -------------------- | ----------------------------------------------------------------------------- | --------- |
| 1er janvier          | Jour de l'an                                                                  |           |
| 1er mai              | Fête du Travail                                                               |           |
| 25 mai               | Anniversaire de l'Organisation de l'unité africaine, actuelle Union africaine |           |
| 2 octobre            | Fête de l'indépendance                                                        |           |
| 28 septembre         | Le non au referendum                                                          |           |
| 27e jours du Ramadan | Lendemain de l'Laylat al-Qadr                                                 |           |

### Médias guinéens
liste non exhaustive :
- L'Indépendant (Guinée)
- Le Lynx (journal)
- Horoya
- Actu-Elles.info
- Radio Télévision guinéenne
- Espace FM (Guinée)
- Radio France internationale
- Espace TV
- Radio Guinée